# جون باكستر ماثر
جون باكستر ماثر (بالإنجليزية: John Baxter Mather)‏ هو صحفي ورسام أسترالي، ولد في 5 مارس 1853 في إدنبرة في المملكة المتحدة، وتوفي في 7 نوفمبر 1940 في Prospect, South Australia ‏ في أستراليا.